# ノーダウェイ郡区 (アイオワ州アダムズ郡)
ノーダウェイ郡区は、アメリカ合衆国、アイオワ州、アダムズ郡にある12の郡区の一つである。2000年の国勢調査で、人口は283人だった。

## 地理
ノーダウェイ郡区は、91.2平方キロメートル（35.22平方マイル)で、Nodawayが含まれている。
アメリカ地質調査所によると、この郡区は、BaldwinとMethodist GroveとNodawayの3つの霊園が含まれている。